# 瞬刊!リサーチNEWS
瞬刊!リサーチNEWS（しゅんかん!リサーチニュース）は、VOYAGE GROUPがかつて運営していたニュースサイト。ネット調査を元にしたニュースを配信していた。

## 概要
瞬刊!リサーチNEWSは、2012年9月に創刊したニュースサイト。一日約３本のニュースを掲載し、ネタりかやミクシィ、ライブドアニュースなどに記事を配信していた。
編集長はネットニュース編集者の中川淳一郎。
リサーチパネル社の簡易調査サービスであるデイリサーチや、Yahoo!クリックリサーチ、ゼゼヒヒなどのネット調査を元に記事を制作している。

## 主なニュース配信先
- ネタりか
- mixiニュース
- Livedoor NEWS
- excite ニュース
- NEWSポストセブン
- @niftyニュース
- アメーバニュース
- ガジェット通信